# Taça Paraná de Futebol Amador de 2023
A Taça Paraná Amador de 2023 foi a 58.ª edição desta competição futebolística organizada pela Federação Paranaense de Futebol (FPF).
Novo Mundo e Sartori protagonizaram a decisão do torneio, ambos pela primeira vez na história. Após um empate por 1–1 no primeiro jogo, o Alvirrubro da Vila Leão sagrou-se campeão ao vencer o Sartori em casa por 2–0.

## Formato e participantes
No dia 4 de janeiro de 2023, a FPF publicou o edital de convocação da competição nas categorias adulta e juvenil, onde foi apresentado as equipes aptas à disputa do certame, sem os atuais campeões das categorias (Nacional de Curitiba e SOBE Iguaçu), o que surpreendeu os dirigentes de ambas equipes. O Vila Fanny também desistiu da competição devido à queda do muro do estádio do clube após as pancadas de chuva na cidade, que faria com que o dinheiro utilizado para o certame fosse desviado para a reforma do estádio. O União Serrano, campeão da Liga Campolarguense, cedeu sua vaga ao vice-campeão Ypiranga de Palmeira.
O formato da Taça Paraná Amador de 2023 foi o mesmo da edição anterior: numa primeira fase, as seis agremiações foram divididas igualmente em dois grupos, pelos quais disputaram jogos de turno e returno contra os adversários do próprio chaveamento. Os dois melhores de cada grupo classificaram-se para as semifinais disputadas em partidas eliminatórias e os vencedores dos confrontos avançaram até a final. O campeão garantiu uma vaga à edição seguinte. Abaixo está a lista dos participantes deste certame. Dentre eles, apenas o Ypiranga havia sido campeão anteriormente, em 1995.
| Equipe               | Cidade               | Títulos  |
| -------------------- | -------------------- | -------- |
| Milionários Ajax     | Guarapuava           | —        |
| Novo Mundo           | Curitiba             | —        |
| Sartori              | São José dos Pinhais | —        |
| Três Jardins         | Araucária            | —        |
| XV de Novembro-PR    | Colombo              | —        |
| Ypiranga de Palmeira | Palmeira             | 1 (1995) |

## Resumo

### Primeira fase
O primeiro jogo dessa edição foi entre o Sartori e Ypiranga de Palmeira, em São José dos Pinhais, na qual os mandantes venceram pelo placar de 3–1. No segundo jogo, em Guarapuava, o mandante Milionários Ajax sofreu a derrota pelo placar de 1–0 frente o Três Jardins. Na segunda rodada, o Ypiranga empatou nos acréscimos com o XV de Novembro (2–2), e o Três Jardins também nos acréscimos com o Novo Mundo (1–1). Na terceira rodada, o XV de Novembro novamente empatou por 2–2, dessa vez com o Sartori, enquanto o Novo Mundo venceu o Milionários Ajax (3–1). Na quarta rodada, o Ypiranga venceu o Sartori (2–1), e o Três Jardins empatou com o Milionários Ajax (1–1). Na quinta rodada, o XV de Novembro venceu o Ypiranga (3–2), enquanto o Novo Mundo empatou com o Três Jardins (1–1). Na sexta e última rodada, o Sartori venceu o XV de Novembro por 4–2, que causou a eliminação do Ypiranga, enquanto o Milionários Ajax perdeu pelo mesmo placar (4–2) para o Novo Mundo.

#### Desempenho por rodada
| Grupo A  | Grupo A | Grupo A | Grupo A | Grupo B | Grupo B | Grupo B | Ref.   |
| Rodada ↓ | SAR     | XVN     | YPI     | MAJ     | NMU     | TJA     | Ref.   |
| -------- | ------- | ------- | ------- | ------- | ------- | ------- | ------ |
| 1ª       | 1       | 2       | 3       | 3       | 2       | 1       | [ 17 ] |
| 2ª       | 1       | 2       | 3       | 3       | 2       | 1       | [ 18 ] |
| 3ª       | 1       | 2       | 3       | 3       | 1       | 2       | [ 13 ] |
| 4ª       | 1       | 3       | 2       | 3       | 2       | 1       | [ 19 ] |
| 5ª       | 2       | 1       | 3       | 3       | 2       | 1       | [ 14 ] |
| 6ª       | 1       | 2       | 3       | 3       | 1       | 2       | [ 16 ] |
| Rodada ↑ | SAR     | XVN     | YPI     | MAJ     | NMU     | TJA     |        |

     Semifinais

### Fases finais

#### Semifinais
O primeiro jogo das semifinais foi entre Três Jardins e Sartori. Aos 8 minutos do primeiro tempo, após troca de passes envolvente pelo meio, Magu deu passe à Romarinho, que chutou no canto esquerdo para abrir o placar para o visitante. Aos 34 minutos, Alexsander aproveitou o cruzamento de Maranhão e empatou o placar. Aos 26 minutos do segundo tempo, Mamute cobrou uma falta da direita da área, contando com um desvio na marcação para marcar o segundo gol do Sartori. Aos 46 minutos, Marabá alçou a àrea e Edu Raposa marcou o terceiro, terminando com o placar em 3–1. Na segunda partida, aos 13 minutos do segundo tempo, Ricardo levantou a bola na área e Magu apareceu livre para cabecear no fundo das redes. Aos 16 minutos, Padilha foi derrubado na grande área e o árbitro assinalou pênalti. Maranhão empatou para o Três Jardins após bater no canto direito do gol. Aos 26 minutos, após arremate de fora da área, Filipe Dias deu passe e Alexsander marcou para ficar 2–1, assim terminando o placar, eliminando os araucarienses.
O segundo jogo das semifinais foi entre XV de Novembro e Novo Mundo. Aos 16 minutos do primeiro tempo, Bruninho puxou pela direita e arrematou firme, com o goleiro Matheus Lucas defendendo, mas Natan aproveitou o rebote e abriu o placar para o alvirrubro, mesmo que os alvinegros reclamassem de impedimento. Aos 49 minutos, aproveitando de um erro do sistema defensivo do XV, Natan ampliou o placar para 2–0. Aos 53 minutos, Willian Henrique iniciou uma jogada pelo meio com Bruninho que na sequência devolveu para ele dominar e arrematar para ampliar para 3–0. Aos 32 minutos do segundo tempo, Wellington marcou o último gol da partida, terminando assim por 4–0. Na segunda partida, o Novo Mundo novamente venceu o XV de Novembro, desta vez pelo placar de 4–2, com gols de Guaraci, Allan e Bruninho, que marcou dois. Do lado do XV de Novembro, Gbur e Marcelo marcaram, mas não evitaram a eliminação, que pela segunda edição seguida foi nas semifinais.

#### Finais

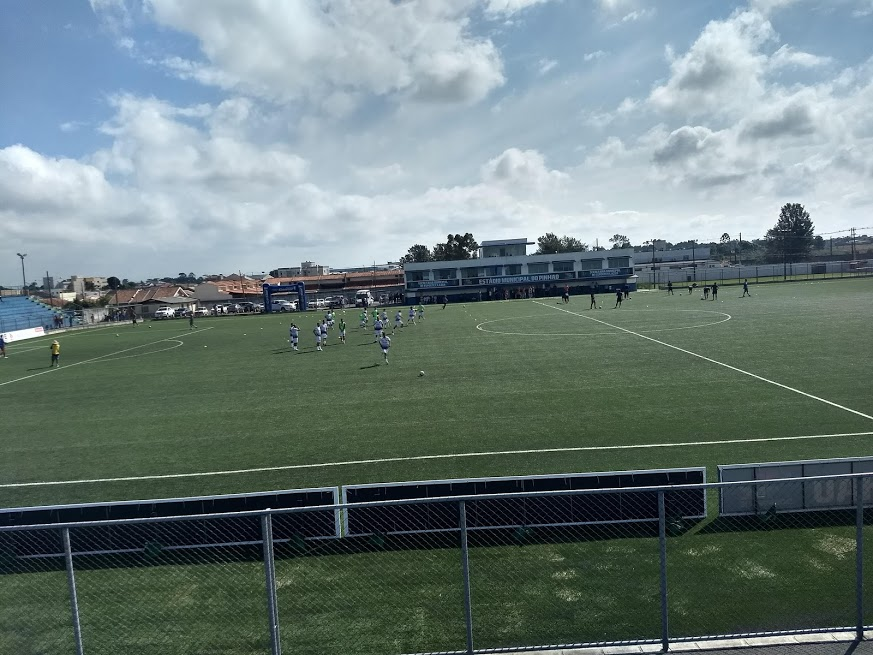
O Estádio do Pinhão (imagem) sediou o primeiro jogo da final.

A finalíssima foi entre o Sartori e Novo Mundo, ambos em busca de ser a 28ª equipe diferente a ser campeã na história do torneio: o Novo Mundo para trazer o 23° título para Curitiba, enquanto o Sartori para trazer o título inédito para São José dos Pinhais.
O primeiro jogo foi disputado em São José dos Pinhais, no Estádio do Pinhão. Logo aos primeiros minutos da partida, o Novo Mundo já havia começado a pressionar a equipe do Sartori. O Sartori respondeu com arremate de longa de Mamute, mas foi defendido pelo goleiro Vinicius, mesmo assim, a pressão alvirrubra continuou. Depois disso, houve mais algumas chances da equipe curitibana, mas sem sucesso. Com o passar do tempo, os são-joseenses avançaram sua marcação, fazendo com que as faltas ficassem mais comuns no jogo. Aos 52 minutos, Guaraci abriu o placar. Durante o intervalo, não houve alterações nas equipes. As primeiras oportunidades do segundo tempo saíram dos curitibanos; na primeira com os atletas Eder e William, que acertaram na trave. Aos 7 minutos, Magu empatou para o Sartori de pênalti, após Everton ser derrubado por Biro, que recebeu o cartão vermelho. Mesmo com um a menos, o Novo Mundo continuou atacando, enquanto o Sartori optou por contra-ataque, com isso, o técnico alvirrubro Ivo Petry realizou duas mudanças no elenco.
A diferença numérica começou a dar resultado no desempenho do jogo, com o Sartori encontrando espaços para contra-atacar. Mamute quase ajudou o Sartori a empatar, aos 30 minutos. Aos 43 minutos, Eder arrematou firme e o goleiro Filipe Dias defendeu. Os últimos minutos foram com pressão do Novo Mundo, com mais duas alterações, porém o placar permaneceu o mesmo até o final da partida, assim terminando em 1–1.

## Resultados

### Primeira fase

#### Grupo A
| Pos | Equipe               | Pts | J | V | E | D | GP | GC | SG | Classificado |
| --- | -------------------- | --- | - | - | - | - | -- | -- | -- | ------------ |
| 1   | Sartori              | 7   | 4 | 2 | 1 | 1 | 10 | 7  | +3 | Próxima fase |
| 2   | XV de Novembro-PR    | 5   | 4 | 1 | 2 | 1 | 9  | 10 | −1 | Próxima fase |
| 3   | Ypiranga de Palmeira | 4   | 4 | 1 | 1 | 2 | 7  | 9  | −2 |              |

#### Grupo B
| Pos | Equipe           | Pts | J | V | E | D | GP | GC | SG | Classificado |
| --- | ---------------- | --- | - | - | - | - | -- | -- | -- | ------------ |
| 1   | Novo Mundo       | 8   | 4 | 2 | 2 | 0 | 9  | 5  | +4 | Próxima fase |
| 2   | Três Jardins     | 6   | 4 | 1 | 3 | 0 | 4  | 3  | +1 | Próxima fase |
| 3   | Milionários Ajax | 1   | 4 | 0 | 1 | 3 | 4  | 9  | −5 |              |

### Fases finais
Em itálico, as equipes que possuem o mando de campo no primeiro confronto; em negrito as equipes vencedoras.
|  | Semifinais        | Semifinais | Semifinais | Semifinais |   |         | Final | Final | Final | Final |
|  |                   |            |            |            |   |         |       |       |       |       |
|  | Três Jardins      | 1          | 2          | 3          |   |         |       |       |       |       |
|  | Sartori           | 3          | 1          | 4          |   |         |       |       |       |       |
|  | Sartori           | 3          | 1          | 4          |   | Sartori | 1     | 0     | 1     |       |
|  |                   |            |            |            |   | Sartori | 1     | 0     | 1     |       |
|  |                   | Novo Mundo | 1          | 2          | 3 |         |       |       |       |       |
|  | XV de Novembro-PR | Novo Mundo | 1          | 2          | 3 | 0       | 2     | 2     |       |       |
|  | XV de Novembro-PR |            |            |            |   | 0       | 2     | 2     |       |       |
|  | Novo Mundo        | 4          | 4          | 8          |   |         |       |       |       |       |

| Fonte: FPF |

### Gerais
- «58ª TAÇA PARANÁ - ADULTO - 2023». Federação Paranaense de Futebol. Consultado em 6 de janeiro de 2023. Cópia arquivada em 27 de dezembro de 2023

### Específicas
1. 1 2 3  «Novo ano, velhos problemas! Iguaçu, Nacional e Vila Fanny não vão participar da Taça Paraná de 2023». Do Rico ao Pobre. 6 de janeiro de 2023. Consultado em 6 de janeiro de 2024. Cópia arquivada em 6 de janeiro de 2023
2. ↑  «Taça Paraná 2023 terá apenas seis equipes, uma delas é o Ypiranga FC». Rádio Ipiranga. 16 de janeiro de 2023. Consultado em 6 de janeiro de 2024. Cópia arquivada em 6 de janeiro de 2024
3. 1 2  Bonassoli, Leonardo (22 de fevereiro de 2023). «Pequeno Guia da Taça Paraná 2023». Futebol Metrópole. Consultado em 6 de janeiro de 2024. Cópia arquivada em 1 de março de 2023
4. 1 2  «Milionários Ajax de Guarapuava estreia neste sábado na Taça Paraná». Correio do Cidadão. 24 de fevereiro de 2023. Consultado em 6 de janeiro de 2024. Cópia arquivada em 6 de janeiro de 2024
5. ↑  Lima, Rogério (26 de fevereiro de 2023). «YPIRANGA ESTREIA COM DERROTA PARA O SARTORI NA TAÇA PARANÁ DE FUTEBOL». Rádio Cruzeiro. Consultado em 7 de janeiro de 2024. Cópia arquivada em 7 de janeiro de 2024
6. ↑  «Sartori vence Ypiranga com atuação convincente na estreia da Taça Paraná». Do Rico ao Pobre. 26 de fevereiro de 2023. Consultado em 7 de janeiro de 2024. Cópia arquivada em 7 de janeiro de 2024
7. ↑  «Três Jardins e Sartori estreiam com vitória na Taça Paraná 2023». Federação Paranaense de Futebol. 28 de fevereiro de 2023. Consultado em 7 de janeiro de 2024. Cópia arquivada em 7 de janeiro de 2024
8. ↑  «Ypiranga de Palmeira empata pela Taça PR de Futebol Amador». aRede. 6 de março de 2023. Consultado em 7 de janeiro de 2024. Cópia arquivada em 7 de janeiro de 2024
9. ↑  «Ypiranga reage no fim e empata em 2 a 2 com o XV de Novembro». Do Rico ao Pobre. 6 de março de 2023. Consultado em 7 de janeiro de 2024. Cópia arquivada em 7 de janeiro de 2024
10. ↑  «Nos minutos finais, Três Jardins empata com o Novo Mundo na Taça Paraná». O Popular do Paraná. 10 de março de 2023. Consultado em 7 de janeiro de 2024. Cópia arquivada em 15 de março de 2023
11. ↑  «Em jogo muito brigado, XV de Novembro e Sartori empatam em 2 a 2». Do Rico ao Pobre. 11 de março de 2023. Consultado em 7 de janeiro de 2024. Cópia arquivada em 7 de janeiro de 2024
12. ↑  «Novo Mundo cresce no segundo tempo e vence a primeira na Taça Paraná». Do Rico ao Pobre. 12 de março de 2023. Consultado em 7 de janeiro de 2024. Cópia arquivada em 7 de janeiro de 2024
13. 1 2  Bonassoli, Leonardo (11 de março de 2023). «Placar da Rodada 3 – Taça Paraná 2023». Futebol Metrópole. Consultado em 7 de janeiro de 2024. Cópia arquivada em 7 de janeiro de 2024
14. 1 2  Bonassoli, Leonardo (26 de março de 2023). «Placar da Rodada 5 – Taça Paraná 2023». Futebol Metrópole. Consultado em 7 de janeiro de 2024. Cópia arquivada em 16 de abril de 2023
15. ↑  «YPIRANGA ESTÁ ELIMINADO DA TAÇA PARANÁ 2023 COM VITÓRIA DO SARTORI». Rádio Cruzeiro. 2 de abril de 2023. Consultado em 7 de janeiro de 2024. Cópia arquivada em 7 de janeiro de 2024
16. 1 2 3  Bonassoli, Leonardo (1 de abril de 2023). «Placar da Rodada 6 – Taça Paraná 2023». Futebol Metrópole. Consultado em 7 de janeiro de 2024. Cópia arquivada em 2 de abril de 2023
17. ↑  Bonassoli, Leonardo (26 de fevereiro de 2023). «Placar da Rodada 1 – Taça Paraná 2023». Futebol Metrópole. Consultado em 7 de janeiro de 2024. Cópia arquivada em 19 de março de 2023
18. ↑  Bonassoli, Leonardo (6 de março de 2023). «Placar da Rodada 2 – Taça Paraná 2023». Futebol Metrópole. Consultado em 7 de janeiro de 2024. Cópia arquivada em 12 de dezembro de 2023
19. ↑  Bonassoli, Leonardo (19 de março de 2023). «Placar da Rodada 4 – Taça Paraná 2023». Futebol Metrópole. Consultado em 7 de janeiro de 2024. Cópia arquivada em 30 de março de 2023
20. 1 2  «Melhor no segundo tempo, Sartori vence Três Jardins na ida das semifinais». Do Rico ao Pobre. 16 de abril de 2023. Consultado em 9 de janeiro de 2024. Cópia arquivada em 16 de abril de 2023
21. 1 2  Bernardo, Maurenn (21 de abril de 2023). «Três Jardins perde para o Sartori na ida das semifinais da Taça Paraná». O Popular do Paraná. Consultado em 9 de janeiro de 2024. Cópia arquivada em 22 de abril de 2023
22. ↑  «Sartori e Novo Mundo vencem pela semifinal da Taça Paraná». Rádio Ipiranga. 17 de abril de 2023. Consultado em 9 de janeiro de 2024. Cópia arquivada em 9 de janeiro de 2024
23. ↑  «Sartori perde para o Três Jardins, mas garante vaga na final da Taça Paraná». Do Rico ao Pobre. 23 de abril de 2023. Consultado em 9 de janeiro de 2024. Cópia arquivada em 28 de abril de 2023
24. ↑  Bernardo, Maurenn (28 de abril de 2023). «Três Jardins dá adeus ao sonho de ser campeão da Taça Paraná». O Popular do Paraná. Consultado em 9 de janeiro de 2024. Cópia arquivada em 9 de maio de 2023
25. ↑  «Sem dificuldades, Novo Mundo vence de goleada o XV de Novembro na partida de ida da semifinal da Taça Paraná». Do Rico ao Pobre. 16 de abril de 2023. Consultado em 13 de janeiro de 2024. Cópia arquivada em 16 de abril de 2023
26. 1 2  «O campeão inédito da Taça Paraná 2023 sairá do duelo entre o Novo Mundo e Sartori». Do Rico ao Pobre. 24 de abril de 2023. Consultado em 13 de janeiro de 2024. Cópia arquivada em 26 de abril de 2023
27. ↑  «Novo Mundo e Sartori decidem a final da Taça Paraná 2023». Rádio Ipiranga. Consultado em 13 de janeiro de 2024. Cópia arquivada em 13 de janeiro de 2024
28. ↑  «Súmula da Partida | NOVO MUNDO FC 4 x 2 EC XV DE NOVEMBRO». Federação Paranaense de Futebol. Consultado em 13 de janeiro de 2024. Cópia arquivada em 13 de janeiro de 2024
29. 1 2 3 4 5 6 7  «Tudo igual no primeiro duelo da final da Taça Paraná entre Sartori e Novo Mundo». Do Rico ao Pobre. 30 de abril de 2023. Consultado em 27 de janeiro de 2024. Cópia arquivada em 27 de janeiro de 2024
30. 1 2 3 4 5 6  «Sartori e Novo Mundo empatam na primeira partida da final da Taça Paraná 2023». Rádio Ipiranga. 2 de maio de 2023. Consultado em 27 de janeiro de 2024. Cópia arquivada em 27 de janeiro de 2024